# Style (álbum de Luna Sea)
Style es el quinto álbum de la banda japonesa de rock Luna Sea. Llegó al número 1 de la lista Oricon.

## Lista de canciones
Toda la música compuesta por Luna Sea. 
| N.º | Título                                            | Duración |  |
| 1.  | «With Love» (Composición original de Sugizo.)     | 5:13     |  |
| 2.  | «G.» (Letra y composición originales de J.)       | 4:19     |  |
| 3.  | «Hurt» (Composición original de J.)               | 5:28     |  |
| 4.  | «Ra-Se-N» (Composición original de J.)            | 5:15     |  |
| 5.  | «Luv U» (Composición original de Inoran.)         | 5:23     |  |
| 6.  | «Forever & Ever» (Composición original de J.)     | 10:28    |  |
| 7.  | «1999» (Composición original de Sugizo.)          | 2:27     |  |
| 8.  | «End of Sorrow» (Composición original de Sugizo.) | 4:21     |  |
| 9.  | «Desire» (Composición original de Sugizo.)        | 4:24     |  |
| 10. | «In Silence» (Composición original de Sugizo.)    | 5:37     |  |
| 11. | «Selves» (Composición original de Inoran.)        | 8:01     |  |